# Пудем (річка)
Пуде́м (рос. Пудем) — невелика річка в Ярському районі Удмуртії, Росія, права притока Чепци.
Бере початок на Верхньокамській височині, серед тайги. Протікає на південь, впадає до річки Чепца. В нижній течії розділяється на 2 рукави.
Пудем має декілька дрібних приток-струмків, найбільший з яких Караваєвський. На річці збудований Пудемський став площею 3,5 км², вода якого використовувалась для Пудемського чавуноливарного заводу.
На річці розташоване село Пудем, через річку збудовано 2 мости — автомобільний в селі Пудем та залізничний біля села Лековай.